# Ion I.C. Brătianu (stație de metrou)
Ion I.C. Brătianu este o stație proiectată a metroului din București. Se va afla în orașul Otopeni, între străzile Zborului și Nicolae Grigorescu. Termenul estimat de punere în funcțiune este a doua jumătate a anului 2027.